# 第一次世界大戰 (遊戲)
《第一次世界大戰》是由Ascaron於2008年發佈的策略電子遊戲，其平台為Microsoft Windows。

## 評價
GamesRadar为第一次世界大戰評了7分（10分滿分），並強調其廣闊的歐洲戰場遊戲地圖，以及遊戲多元的外交、經濟和政治因素，影響戰局。但其AI速度緩慢且遲鈍，及其戰爭結果模糊不清，成為其劣處。而IGN 則評論道：「無論你在遊戲的設定或設計中找到歡樂，遊戲仍然因未完成的使用說明、笨拙的界面和一定數量的錯誤產生而導致歡樂被減低。」
IT Reviews指出遊戲擁有一個「對玩家不友善的界面、不能理解的的指引和一些錯誤」。